# AMG-1
AMG-1 je analgetik koji je kanabinoidni agonist. On je derivat Δ8THC sa lancom u 3-poziciji bočnog lanca koji je očvršćen i produžen. AMG-1 je potentan agonist na CB1 i CB2 sa umerenom selektivnošću za CB1, pri čemu je Ki 0,6nM na CB1 vs 3,1 nM na CB2.